# Patterson Creek
Patterson Creek är ett vattendrag i Kanadas huvudstad Ottawa.   Det rinner genom provinsen Ontario, i den sydöstra delen av landet.